# Bronze Star
De Bronze Star (officieel Bronze Star Medal) is een Amerikaanse oorlogsdecoratie. De op 4 februari 1944 ingestelde onderscheiding is bestemd voor "personen in dienst van de Amerikaanse strijdkrachten die zich in een oorlogsgebied hebben onderscheiden door heldhaftigheid, bijzondere prestaties of verdienstelijke uitoefening van hun taak voor zover dat geen vliegtochten betreft".
Het lint is rood met witte biezen en een wit-blauw-witte middenstreep. In geval van verlening vanwege dapperheid werd een bronzen "V" (voor "valour") op het lint bevestigd.
De onderscheiding is een van de oorlogsonderscheidingen van prins Bernhard der Nederlanden; zie de Lijst van onderscheidingen van Bernhard van Lippe-Biesterfeld.
Andere ontvangers zijn onder meer:
Amerikanen
| - Spiro Agnew, politicus - James Arness, acteur - Edward Brooke, senator - John Connally, gouverneur van Texas | - Tom Cotton, senator voor Arkansas - Gray Davis, gouverneur van Californië - Bob Dole, senator voor Kansas - Ernest Hemingway, auteur | - Jessica Lynch, POW in Irak in 2003 - Lloyd Shapley, Nobel prijs winnaar - William Westmoreland, generaal - Chuck Yeager, generaal |

Nederlanders
| - Jean Marie René Barbou van Roosteren - Johannes T.M. Beyer - D.H.A. Bollen - Arend D. Bos - N.C.H. Bos - M. Bovens - J.W.R. Breuren - J.H. Coeijmans - Theodoor Anton Dautzenberg - J.J.H. Debeij - P.F.A. Driessen - A.W. Felling - Francis J. Frikken - F.J. Fukken - Gerard Bernard Henri Gelissen - Pieter Roelof Gerbrands - Jules F.M.H. Goossens - Rocus Dirk Groeneveld - Jozef Geurt de Groot - J.A.C. Hensels - W.J.F. Hochstenbach - Piet van Hoeflaken | - P.H. Hoevenaars - Otto R.M. baron van Hövell tot Westerflier - P.J.C. Hustinx - F.J.H. Janssen - Herman H. Jensen - Douwe A. Jippes - Henri S. de Jong - Egidus Joosten - G. Joosten - A.J.Kelders with V - Johan Koershuis - B.J.C. van Kooten - F. Kortbeek - J.A. Kuijer - F. Laven - W.H. Leenders - J.A.L. Lemmens - E.P.H. van der Leur - Arie Lokman - Hugh A. Loudon - R.J. Marsman - J.F. Mauritz de Raaf | - Johan Christiaan Gerrit Nottrot - S. Nijholt - C. l'Ortije - P.P. Overhof - W.R. Ponsen - Leendert Pot - Antoon Nicolaas Albert Puntman - Jan Willem Roelants - Peter J. Ronden - J.A.C. Rozendaal - Leonardus Schipper - W.J.M. Simons - Walter J.H.W. Sprangers - Nico Tack - John D. van der Tooren - Arnold J.M. Vintges - N.J. Visscher - Willem Gerard Visser - James H. Volkmann - Cornelis de Vries - J.F.C. de Witt Puyt - J.R. Zelissen - G.B.Roos - F. van der Veen - T.E. Spier |

Belgen
| - Hugo Van Kuyck, bedenker van inval Omaha Beach - Georges HOX |